# レナード・シャロウ
レナード・シャロウ（Leonard Sharrow, 1915年8月4日 - 2004年8月9日）は、アメリカ合衆国のファゴット奏者。
ハーレムの生まれ。ヴァイオリニストだった父親の手ほどきでヴァイオリンを学ぶが、デウィット・クリフトン高等学校に進学した頃にファゴットに出会い、ジュリアード音楽院に進学する際にファゴットを専攻した。1935年に音楽院を卒業後はワシントン・ナショナル交響楽団の首席ファゴット奏者となり、1937年にNBC交響楽団に移籍した。NBC交響楽団在籍時にはアメリカ陸軍の要請でアーヴィング・バーリンの「ディス・イズ・アーミー」のツアーに参加し、軍事資金調達に力を貸した。1951年にはラファエル・クーベリックの招聘でシカゴ交響楽団に転出し、フリッツ・ライナーの在任時まで首席ファゴット奏者を務めた。1977年から1987年までアンドレ・プレヴィンの要請でピッツバーグ交響楽団の首席ファゴット奏者を務めた。
教育者としては、1964年から1977年までインディアナ大学で教鞭を執り、母校のジュリアード音楽院やノースウェスタン大学でも教えていた。
1999年にシンシナティに居を移し、同地のウェルスプリング・ヘルス・センターで白血病の合併症により死去。